# Office national interprofessionnel des fruits, des légumes, des vins et de l'horticulture
L'Office national interprofessionnel des fruits, des légumes, des vins et de l'horticulture (aussi connu sous le nom de Viniflhor) était un office agricole français, créé par décret du 30 décembre 2005 à partir de l'Onivins et l'Oniflhor. Ses activités sont, depuis le 1er avril 2009, reprises par FranceAgriMer. Comme son nom l'indique, cet office intervenait dans les filières maraîchères, viticoles et arboricoles (à l'exception de l'olivier).

## Missions
- Etudes et statistiques sur les filières et les marchés
- Promotion des filières
- Contrôle de la qualité et de l'éligibilité de certains produits (en particulier les vins de pays et le tabac).
- Recherche et développement au sein de stations régionales.
- Régulation des marchés fruits et légumes par le biais de fonds opérationnels.
- Actions spécifiques sur des filières (plants de vigne, houblon, etc).

## Organisation et moyens
- 500 agents dont 200 au siège, à Montreuil (Seine-Saint-Denis)
- 9 délégations régionales
- 1 délégation nationale établie à Libourne
- 130 M€ de budget annuel (2007) dont 90 M€ de fonds d'investissement et 40 M€ de fonds de fonctionnement.

En plus, Viniflhor intervenait dans le cadre de la politique agricole commune pour différents programmes : aide à la distillation, fonds opérationnels...